# Callichilia inaequalis
Callichilia inaequalis är en oleanderväxtart som beskrevs av Otto Stapf. Callichilia inaequalis ingår i släktet Callichilia och familjen oleanderväxter. Inga underarter finns listade i Catalogue of Life.